# Gare de Dreuil-lès-Amiens
Gare de Dreuil-lès-Amiens vasútállomás Franciaországban, Dreuil-lès-Amiens településen.

## Vasútvonalak
Az állomást az alábbi vasútvonalak érintik:
- Longueau–Boulogne-vasútvonal

## Kapcsolódó állomások
A vasútállomáshoz az alábbi állomások vannak a legközelebb:
- Gare d’Ailly-sur-Somme
- Gare de Saint-Roch